# Нормы роста и веса детей

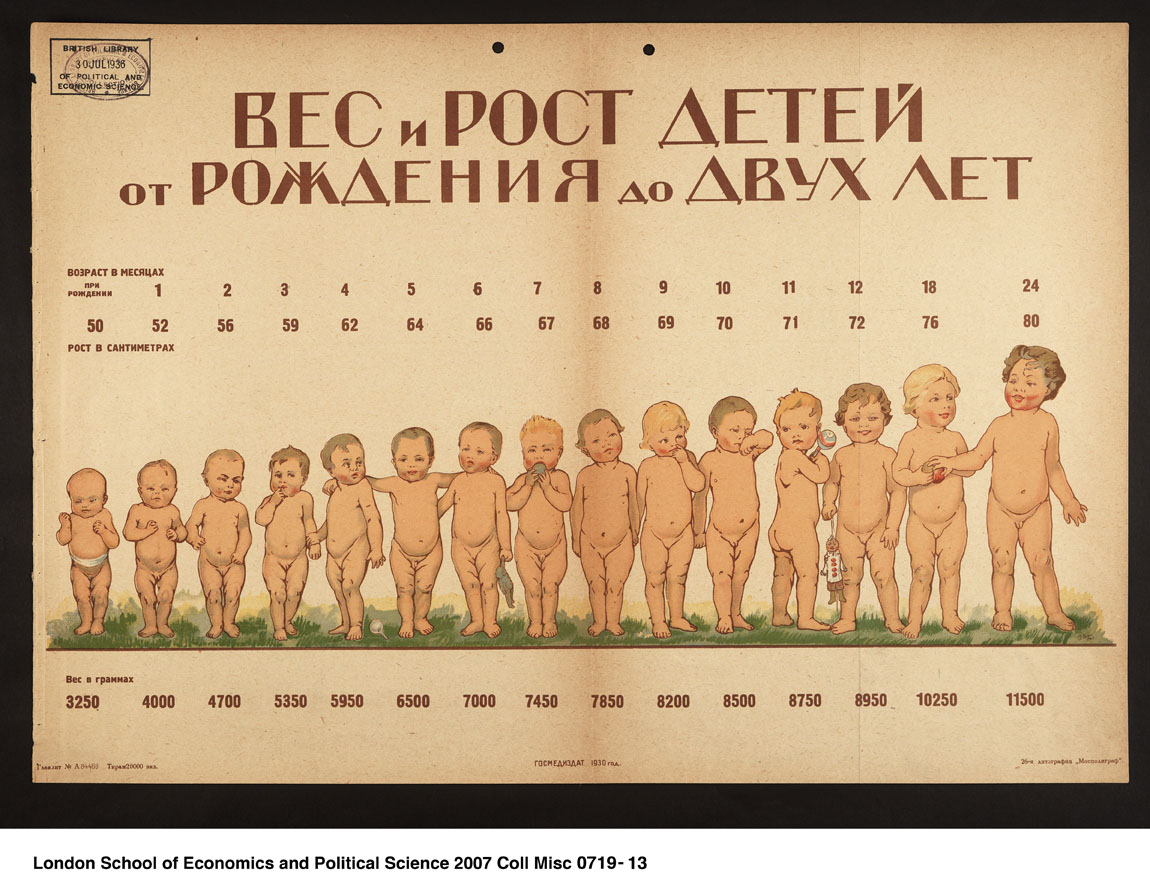
Вес и рост детей от рождения до двух лет — советский медицинский плакат (1930)

Но́рмы ро́ста и ве́са дете́й — набор эталонных показателей, описывающих физическое развитие детей, характерное для определённого возраста.
Всемирной организацией здравоохранения (ВОЗ) разработаны нормы роста и веса, основанные на выборке детей из шести стран: Бразилии, Ганы, Индии, Норвегии, Омана и США. 
Исследования ВОЗ (MGRS) проведены для получения данных, описывающих, как должны развиваться показатели роста и веса ребёнка в период от рождения до 5 лет.

## Нормы роста и грудное вскармливание
Показатели роста и веса детей напрямую зависят от того, как их кормят. Ребёнок, находящийся на грудном вскармливании, является естественным стандартом развития. 
Поэтому в отличие от старых норм роста, использовавшихся для оценки физического развития детей, новые нормы роста детей от 2006 года, разработанные ВОЗ, основаны на идее того, что нормой здорового роста малыша является грудное вскармливание. 
Так как младенцы, вскармливаемые грудью, не страдают избыточной массой тела, форма кривой в разработанных ВОЗ настоящих нормах роста детей несколько отличается от формы прежних, особенно в первые шесть месяцев жизни ребёнка, в то время, когда происходит ускоренный рост.